# Паркер Поузі
Паркер Крістіан Поузі (англ. Parker Christian Posey; 8 листопада 1968, Балтимор, Меріленд) — американська акторка. Була номінована на премію «Золотий глобус», на кінопремію MTV, на премію «Супутник» і двічі на премію «Незалежний дух».

## Біографія
Паркер народилася 8 листопада 1968 року в Балтіморі, штат Меріленд, у родині Лінди (уродженої Паттон), шеф-кухаря, та Кріса Поузі, власника автосалону.
Навчалася в Університеті штату Нью-Йорк в Перчейзі, де вивчала драматургію. Свій перший прорив на телебаченні отримала з роллю Тесс Шелбі в денній мильній опері «Як обертається світ». Перша головна роль Поузі в повнометражному фільмі була у фільмі 1993 року «Під кайфом та збентежені».
Виконала кілька головних ролей у серії незалежних постановок протягом 1990-х років і продовжувала працювати над незалежними фільмами протягом 2000-х років. Вона часто працювала з Крістофером Гестом і знялася в кількох його псевдодокументальних фільмах, першим з яких був «В очікуванні Ґуффмана» 1996 року.
У 2000 році вона зіграла головну роль у третьому імітаційному документальному фільмі Геста «Переможці шоу» та у високобюджетному фільмі жахів «Крик 3». Реакція критиків на гру Поузі в останньому фільмі була дуже позитивною та принесла їй номінацію на кінопремію MTV.
У 2000-х роках багато знімалася як у фільмах, так і у серіалах. Зіграла головну роль у фільмі Зої Кассаветіс «Кохання зі словником» 2007 року. Фільм був номінований на 23-й церемонії кінопремії «Незалежний дух» за найкращий перший сценарій, а Поузі була номінована на найкращу жіночу роль.
З 2018 по 2021 рік грала роль доктора Сміта у серіалі «Загублені у космосі».

## Фільмографія
| Рік       |    | Українська назва                 | Оригінальна назва                     | Роль                                                                       |
| --------- | -- | -------------------------------- | ------------------------------------- | -------------------------------------------------------------------------- |
| 1993      | с  | Як обертається світ              | As the World Turns                    | Тесс Шелбі (епізод)                                                        |
| 1993      | ф  | Яйцеголові                       | Coneheads                             | Стефані                                                                    |
| 1993      | ф  | Під кайфом та збентежені         | Dazed and Confused                    | Дарла Маркс                                                                |
| 1994      | ф  | Абсолютно дурний                 | Mixed Nuts                            | Дівчина на роликах                                                         |
| 1994      | ф  | Смертельний зв'язок              | Final Combination                     | Деніз                                                                      |
| 1996      | ф  | Баскія                           | Basquiat                              | Мері Бун                                                                   |
| 1997      | ф  |                                  | The House of Yes                      | «Джекі-О» Паскаль                                                          |
| 1998      | ф  | Вам лист                         | Coneheads                             | Партиція Іден                                                              |
| 2000      | мс | Футурама                         | Futurama                              | Умбріель (голос, серія "The Deep South")                                   |
| 2000      | мс | Сімпсони                         | The Simpsons                          | Беккі (голос, серія "It's a Mad, Mad, Mad, Mad Marge")                     |
| 2000      | ф  | Крик 3                           | Scream 3                              | Дженіфер Джолі                                                             |
| 2001      | ф  | Джозі і кішечки                  | Josie and the Pussycats               | Фіона                                                                      |
| 2001      | с  | Вілл і Грейс                     | Will & Grace                          | Дорлін (2 епізоди)                                                         |
| 2002      | ф  | Кралечка                         | The Sweetest Thing                    | Джудді Вебб                                                                |
| 2002      | ф  | Особиста швидкість: Три портрети | Personal Velocity: Three Portraits    | Грета                                                                      |
| 2002      | тф | Битва Мері Кей                   | Hell on Heels: The Battle of Mary Kay | Джингер Гіт                                                                |
| 2003      | ф  | Могутній вітер                   | A Mighty Wind                         | Сіссі Нокс                                                                 |
| 2004      | тф | Франкенштейн                     | Frankenstein                          | детектив Карсон О'Коннор                                                   |
| 2004      | ф  | Блейд: Трійця                    | Blade: Trinity                        | Даніка Талос                                                               |
| 2004      | ф  | Закони привабливості             | Laws of Attraction                    | Серена                                                                     |
| 2006      | с  | Юристи Бостона                   | Boston Legal                          | Марлен Стенгер (4 епізоди)                                                 |
| 2006      | ф  | Оргазм в Огайо                   | The Oh in Ohio                        | Прісцилла Чейз                                                             |
| 2006      | ф  | Повернення Супермена             | Superman Returns                      | Кітті Ковальські                                                           |
| 2007      | ф  | Кохання зі словником             | Broken English                        | Нора Вайлдер                                                               |
| 2011      | с  | Парки та зони відпочинку         | Parks and Recreation                  | Ліндсей Карлайл Шей (серія "Eagleton")                                     |
| 2011      | с  | Невиліковне Це                   | The Big C                             | Поппі Ковальські (3 епізоди)                                               |
| 2011—2012 | с  | Гарна дружина                    | The Good Wife                         | Ванесса Голд (3 епізоди)                                                   |
| 2012      | тф | Гемінґвей та Ґеллгорн            | Hemingway & Gellhorn                  | Мері Велш Гемінґвей                                                        |
| 2012      | с  | Луї                              | Louie                                 | Ліз (4 епізоди)                                                            |
| 2012      | с  | Новенька                         | New Girl                              | Кейсі (серія "Re-Launch")                                                  |
| 2014      | с  | Усередині Емі Шумер              | Inside Amy Schumer                    | самої себе (запрошена зірка, епізод "Fashion")                             |
| 2014      | ф  | Принцеса Монако                  | Grace of Monaco                       | Медж Тіві-Фокон                                                            |
| 2015      | с  | П'яна історія                    | Drunk History                         | Мері Фелпс Джейкоб (4 епізод "Inventors")                                  |
| 2015      | ф  | Ірраціональна людина             | Irrational Man                        | Рита Річардс                                                               |
| 2016      | ф  | Світське життя                   | Café Society                          | Ред Тейлор                                                                 |
| 2018—2021 | с  | Загублені у космосі              | Lost in Space                         | Джун Гарріс / Доктор Сміт (28 епізодів)                                    |
| 2018      | ф  | Завзяті шахраї                   | The Con Is On                         | Джина                                                                      |
| 2018      | мс | Робоцип                          | Robot Chicken                         | Ленні Баскер / Анжела / Сфінкс (голос, епізод "Gimme That Chocolate Milk") |
| 2020      | с  | Меломанка                        | High Fidelity                         | Норін Паркер (епізод "Uptown")                                             |
| 2022      | с  | Сходи                            | The Staircase                         | Фреда Блек (6 епізодів)                                                    |
| 2022      | с  | Ходячі мерці: Байки              | Tales of the Walking Dead             | Блер Кроуфорд (епізод "Blair / Gina")                                      |
| 2023      | ф  | Усі страхи Бо                    | Beau Is Afraid                        | Елейн Брей                                                                 |
| 2025      | с  | Білий лотос                      | The White Lotus                       | Вікторія Ретліфф                                                           |

## Нагороди та номінації
| Нагорода                         | Рік  | Категорія                                                              | Робота                           | Результат |
| -------------------------------- | ---- | ---------------------------------------------------------------------- | -------------------------------- | --------- |
| «Санденс»                        | 1997 | Особливе визнання                                                      | The House of Yes                 | Перемога  |
| «Супутник»                       | 1997 | Найкраща жіноча роль у фільмі                                          | The House of Yes                 | Номінація |
| MTV                              | 2000 | Найкраще комедійне виконання                                           | Крик 3                           | Номінація |
| «Золотий глобус»                 | 2002 | Найкраща жіноча роль другого плану серіалу, мінісеріалу або телефільму | Битва Мері Кей                   | Номінація |
| «Незалежний дух»                 | 2002 | Найкраща жіноча роль                                                   | Особиста швидкість: Три портрети | Номінація |
| «Незалежний дух»                 | 2007 | Найкраща жіноча роль                                                   | Кохання зі словником             | Номінація |
| Спільнота кінокритиків Нью-Йорка | 2002 | Найкраща акторка другого плану                                         | Особиста швидкість: Три портрети | Номінація |
| Коло кінокритиків Флориди        | 2003 | Найкращий акторський склад                                             | Могутній вітер                   | Перемога  |
| «Сатурн»                         | 2006 | Найкраща кіноакторка другого плану                                     | Повернення Супермена             | Номінація |
| «Сатурн»                         | 2019 | Найкраща кіноакторка другого плану у потоковій презентації             | Загублені у космосі              | Номінація |